# Смехопанорама
«Смехопанора́ма» — авторская юмористическая программа Евгения Петросяна, выходившая в эфир с 9 января 1994 по 29 декабря 2019 года.
В ней были широко представлены мастера разговорного жанра разных поколений, запечатлены история сатиры и юмора на советской и российской эстраде. Эпиграф передачи — афоризм Пьера Огюстена Бомарше «Я спешу посмеяться над всем, иначе мне пришлось бы заплакать».

## История программы
По воспоминаниям Петросяна, он два года уговаривал телевизионное начальство запустить свой авторский проект, но срок выхода первой передачи постоянно откладывался, и её пилотный выпуск год пролежал на полке. Первый выход программы в телевизионный эфир состоялся только в январе 1994 года. Изначально программа выходила на 1-м канале Останкино, а до февраля 2004 года — на ОРТ (позже — на «Первом канале»). До октября 1995 года телепередача была ежемесячной, далее выходила в эфир еженедельно. В 1994—2000 годах программа показывалась по воскресеньям (весной 1995 года — по субботам), в 2000—2003 годах — по субботам, в 2003—2004 годах — по воскресеньям, с 1999 года повторялась в будни в вечернее либо в утреннее время (в основном, по понедельникам). 1 апреля 2001 года в воскресенье вышел специальный первоапрельский выпуск.
Закрытие программы на «Первом канале» было тесно связано с многолетним противостоянием программы Петросяна с «Клубом весёлых и находчивых» Александра Маслякова, выходящим на том же канале и являвшимся сторонником так называемого «нового юмора». По утверждению Петросяна, КВНщики были раздражены, ибо считали, что Петросян занял их нишу монополистов смеха на первой кнопке, а когда у «Смехопанорамы» пошли высокие рейтинги, команды КВН стали обвинять конкурирующий проект в частом совпадении и заимствовании звучащих шуток. Повторы передачи выходили на «Первом канале» до августа 2005 года, что вызывало негативную реакцию со стороны автора и ведущего.
В заставке каждого выпуска программы был отмечен его порядковый номер, что впоследствии перетекло в другие проекты Петросяна, однако, в отличие от них, передача никогда не завершалась демонстрацией титров с указанием съёмочной группы.
С 19 июня 2004 года «Смехопанорама» выходила на канале «Россия» (позже — «Россия-1»). С 2005 по 2019 год программа уходила в летний отпуск. С 21 августа 2005 года передача шла по воскресеньям в дневное время, с 6 сентября 2008 года передача шла по субботам в дневное время, а с 22 марта 2009 года — утром в промежутке 7:00—8:30.
В этой передаче повторялись отрывки из юмористических концертов и передач (чаще всего — из «Вокруг смеха» и «Шутка за шуткой»). С осени 2003 года показывались и отрывки из «Кривого зеркала». Периодически в программу приглашался гость (чаще всего — юморист или автор юмористических книг). В доме Петросяна, где в 1994—2008 годах снималась передача, находился глиняный клоун, которого Петросян купил в Германии в 1995 году. С тех пор он являлся символом программы. С 558 выпуска, вышедшего 15 ноября 2008 года, ведущий передачи снимался на фоне хромакея.
Некоторыми источниками считается, что «Смехопанорама» — это не только и не столько архив видеозаписей номеров советских и российских юмористов, сколько, скорее, лаборатория по поиску молодых талантов, новых направлений юмора, номеров и имён. В качестве подтверждения этой мысли приводится довод о том, что на современной эстраде присутствует немало тех, кто впервые появился на экране именно у Петросяна в «Смехопанораме». Среди них — Сергей Дроботенко, Светлана Рожкова и Максим Галкин. Отсматривая видеоплёнки с выступлениями, Петросян часто старался помочь тому или иному артисту исправить недостатки, развить и направить в нужное русло достоинства, но так, чтобы человек правильно воспринял критику.

## Закрытие
В январе 2020 года производство передачи было приостановлено по причине экономии ВГТРК в отношении блока утренних передач, среди которых также были «Утренняя почта» и «Сам себе режиссёр»: так, бюджет производственным компаниям был сокращён на 20-25 %, а последняя программа была закрыта без продления контракта на следующий год. Рейтинг этих программ по итогам 2019 года был низким: по данным Mediascope, выпуски «Смехопанорамы» в том году в среднем смотрело 0,6 % россиян старше четырёх лет из крупных городов, что равно 8,6 % среди всех зрителей старше четырёх лет, смотревших во время выхода передачи телевизор. Сам Евгений Петросян заявил, что у компании «Ритм» был заранее готов отснятый материал для его подводок на два месяца вперёд.
29 января 2020 года программа была убрана из списка «Передачи текущего сезона» на сайте канала «Россия-1». Телеканал продолжил сотрудничество с Евгением Петросяном. Продолжателями традиций «Смехопанорамы» являются юмористический журнал «Юмор! Юмор!! Юмор!!!» (с 2 сентября 2022 по 21 апреля 2023 года выходил под названием «Улыбка на ночь»; выходит с 3 апреля 2016 года) и фильм-концерт «Пародии! Пародии! Пародии!!!» (выходил с 20 декабря 2015 по 17 апреля 2016 года).

## Критика
С самого начала своего существования «Смехопанорама» Евгения Петросяна часто становилась объектом критики и негативно воспринималась многими телезрителями и журналистами в связи с изобилием низкопробного юмора, транслирующегося в эфире, а также за отсутствие оригинальности концепции. В частности, журналист «Комсомольской правды» Леонид Захаров в одной из своих статей 2002 года писал:

«Я с детства не люблю наших телеюмористов. Их шутки кажутся мне плоскими, а манеры — ужасающими. При этом я не могу понять, над чем смеётся публика, которую показывают в телепрограммах типа „Смехопанорама“ или „Аншлаг“. До недавнего времени я был убеждён, что это какой-то зловещий монтаж, что эти люди — специально нанятые актёры или их сняли во время выступления другого, смешного юмориста, потому что смеяться над ЭТИМИ шутками нормальный человек не может. <…> Сижу я и не понимаю, как над этим можно смеяться. А весь зал смеётся: мужчины, женщины, дети, старики… И рейтинги у петросяновских телепередач — запредельные. Народу нравится. Это ещё не повод пересматривать собственные стандарты по части юмора, но призадуматься стоит».

Схожую критику в адрес программы озвучивал светский журналист Сергей Ашарин:

«Посмотрев получасовую „Смехопанораму“, понял, что в сторону этой программы я не то что пошутить, даже улыбнуться не в состоянии. Собрание юмористических номеров разной степени производства вызвало в организме непроходимость улыбки, колит смеха и тромбоз чувства юмора. В общем, эти консервы оказались мне не по зубам. И если бы не разжижение мозга на десятой минуте просмотра, быть бы мне каменным, как хозяйка Медной горы…».

Телеведущий Михаил Ширвиндт в одном из интервью также негативно отзывался о передаче: «То, что есть на нашем телевидении, назвать юмором нельзя. От „Смехопанорамы“ у меня на теле волосы дыбом встают. Это преступно, это кошмар. Нельзя этим оскорблять слово „юмор“! Но как сказал один большой телевизионный начальник, пипл хавает…».
В 2004 и 2005 годах в Москве состоялось несколько пикетов, на которых участники требовали заменить «Аншлаг» и «Смехопанораму» на образовательные и просветительские передачи или хотя бы на аналитические программы и документальные фильмы. Они же призывали Петросяна завершить карьеру юмориста, чтобы он остался в памяти зрителей заслуженным артистом, а не посмешищем.